# Grand tourer
 Der er for få eller ingen kildehenvisninger i denne artikel, hvilket er et problem. Du kan hjælpe ved at angive troværdige kilder til de påstande, som fremføres i artiklen.

En Grand Tourer eller GT (af italiensk: Gran Turismo) er en luksusbil, som er i stand til at foretage langdistancerejser med god komfort og med en motor som har mange hestekræfter. En traditionel Grand Tourer er en to-dørs coupé med enten to eller 2+2 sæder (2+2, her er der plads til to passagerer foran og har to mindre sæder bagi). Eksempler på Grand Tourer-biler er Ferrari 458 Italia og Porsche 911.
GT-biler adskiller sig fra almindelige to-sædede sportsvogne ved at være større, tungere og ikke gå så meget på kompromis med komforten for fartens skyld. Historisk set har de fleste Grand Tourer været udstyret med motorer placeret foran på bilen og baghjulstræk. Placeringen af motoren foran i bilen giver mere kabineplads, end hvis motoren sad midt i bilen. De har også en blødere affjedring og et mere luksuriøst udseende. En Grand Tourer minder dog om en sportsvogn, da de begge har firehjulstræk eller baghjulstræk, og ordet "sportsvogn" bruges ofte om GT-biler såvel som egentlige sportsvogne.

## Motorsport
I dag er udtrykket Grand Tourer, eller Gran Turismo, synonymt med racer-versioner af sportsvogne, selv dem, som ikke passer ind i definitionen af en Grand Tourer. De deltager i forskellige løbsserier heriblandt langdistanceløb som for eksempel Le Mans og Sebring. Der køres også verdensmesterskab i GT-klassen, FIA GT1 World Championship.
I Danmark kendes GT-klassen fra Jan Magnussens fire sejre på Le Mans for Corvette Racing, 2004 – 2006 og 2009.